# 막말

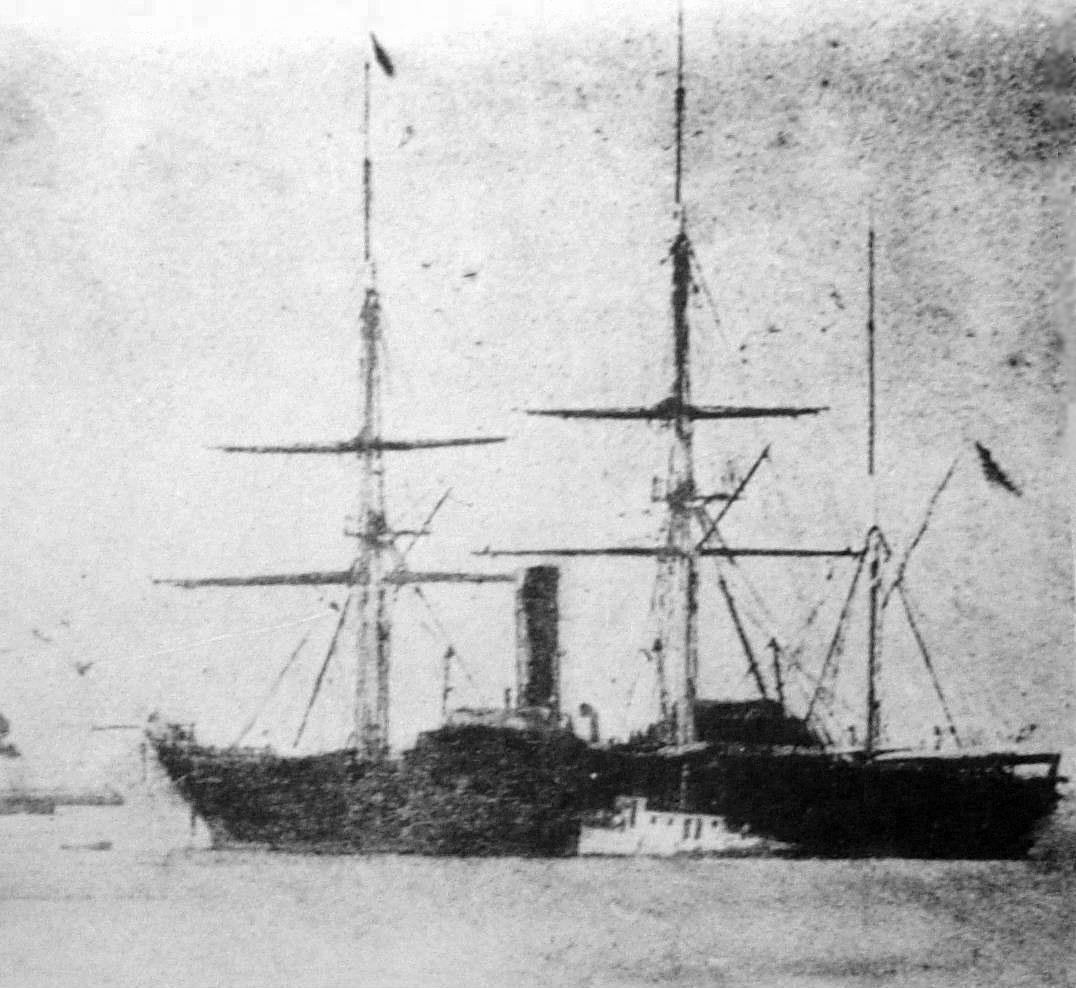
흑선

막말(일본어: 幕末 바쿠마쓰[*]) 시대란 일본 역사에서 에도 막부 말기를 가리킨다. 일반적으로 1853년 6월 3일 흑선 내항에서 메이지 정부군이 1868년 5월 3일 에도성에 무혈 입성하여 막부가 붕괴할 때까지 15년 간을 가리킨다.

## 개요
막말이라는 시기 구분에 관한 엄밀한 정의는 없다. 1853년 6월 3일 ‘흑선 내항’, 즉 매튜 페리가 이끄는 미국 해군 함대 내항부터 1867년 1월 9일 막부의 마지막 쇼군 도쿠가와 요시노부(徳川慶喜)가 대정봉환을 행하여 막부가 일본 전국 정권으로서 지위를 잃고, 다음해인 1868년 5월 3일에 메이지 정부군이 막부의 본거 에도성에 무혈입성하여 막부 붕괴가 확실해진 때까지를 막부 말기로 보는 견해가 일반적이다. 이외에도 대정봉환, 에도 막부군과 메이지 정부군의 전쟁인 보신 전쟁의 하코다테 전투의 종결(1869년), 막번체제가 완전히 폐지된 폐번치현(1871년 8월 29일) 등을 끝으로 보는 견해도 있다.
에도 시대 말기에 가장 두드러지는 두 세력은 개혁파와 막부파였지만, 당시 일본에는 이 외에도 다양한 세력이 있었고 서로 권력을 잡기 위하여 분투했다. 게다가 도자마 다이묘들이 점차 막부에 반기를 들기 시작하고, 페리 제독이 도착한 이래 낯선 서구 열강에 대한 적개심이 점차 일본인들 속에서 자라나며 막부 말기 당시 일본은 점차 혼란에 빠져들고 있었다. 특히 도자마 다이묘들은 세키가하라 전투 이래 에도 막부에게 패하고 변방으로 내쫓긴 다이묘 세력들이었던 터라, 막부가 점차 흔들리기 시작하자 곧바로 반란을 준비하였다. 이들은 점차 힘을 모아 존왕양이를 명분으로 내세웠고, 막부 힘을 끊임없이 갉아먹었다. 결국 막부는 보신 전쟁에서 개혁파와 도자마 다이묘들에게 대패하였고, 이로서 에도 막부가 드디어 막을 내리게 되었다. 
막말은 도쿠가와 쇼군 가문의 당주가 정이대장군에 취임하여 모든 다이묘를 통솔하고 막부의 주재자로서 군림하는 바쿠한 체제가 쇠퇴해간 시기다. 한편, 쇄국 정책을 포기하고 개항하여, 외국과 통상무역을 개시하여 일본이 세계적인 자본주의 시장경제와 제국주의체제에 편입해서 사회 자체가 극적으로 변화한 발단이기도 하다.
막부 말기 시대 상황은 많은 문학 작품에서 묘사한다. 그 예로 시마자키 도손의 장편 소설 《새벽이 오기 전》(夜明け前) 등을 들 수 있다. 정치적 측면에서 막부 말기는 단지 과도기에 불과한 시기로 간주하지만, 이전 에도 시대와 이후 메이지 시대와 다른 독자적인 정치 체제가 존재한 시기로 보는 견해도 있다.
막말 사상은 막번체제의 근거를 뒷받침하는 것과, 반대로 막번체제를 비판하는 것, 또는 체제를 대신하여 성립할 수 있는 국가상을 모색하는 게 주를 이루었다. 더욱이 일본 천황과 쇼군이라는 권위와 권력의 원천에 관해서도 새로운 의미를 부여하려는 시도가 많았던 게 큰 특징 중 하나다. 이 시기에 크게 성행하여 가장 큰 영향력을 미친 사상 조류로는 존왕양이(尊王攘夷) 사상이다.

## 대외 관계
막말을 특징 짓는 요소가 서양 열강과 막부가 체결한 불평등 조약이다. 도쿠가와 막부가 체결한 조약은 일본 제국에 계승되어 일본 제국은 1868년부터 1911년까지 불평등 조약의 철폐를 외교정책의 지상 명제로 삼았다.
1854년 미일 화친 조약을 시작으로 영국, 러시아 제국 등과의 불평등 조약이 연이어 체결되었다.
1860년, 일본 최초로 미국에 대한 외교단이 파견되었다.

## 연표
- 1853년: 페리 함대 내항
- 1854년: 미일 화친 조약(日米和親条約) 체결
- 1855년: 안세이 대옥(安政の大獄)
- 1860년: 사쿠라다 문 밖의 변(桜田門外の変)
- 1862년: 사카시타 문 밖의 변(坂下門外の変)
- 1862년 5월 29일: 데라다야 사건(寺田屋事件)
- 1862년 9월 14일: 나마무기 사건(生麦事件)
- 1862년 8월: 분큐의 개혁(文久の改革)
- 1863년 8월 15일 ~ 8월 17일: 사쓰에이 전쟁(薩英戦争)
- 1863년 9월 30일: 8월 18일의 정변(八月十八日の政変)
- 1864년 7월 8일: 이케다야 사건(池田屋事件)
- 1864년 8월 20일: 금문의 변(禁門の変)
- 1864년: 제1차 조슈 정벌(第一次長州征討)
- 1866년 3월 7일: 삿초 동맹(薩長同盟) 결성
- 1866년: 제2차 조슈 정벌(第二次長州征討)
- 1867년 11월 9일: 대정봉환(大政奉還)
- 1868년 1월 3일: 왕정 복고의 대호령(王政復古の大号令), 메이지 유신의 시작
- 1868년 ~ 1869년: 보신 전쟁(戊辰戦争)
- 1868년 5월 3일: 에도 성 무혈 개성

## 갤러리

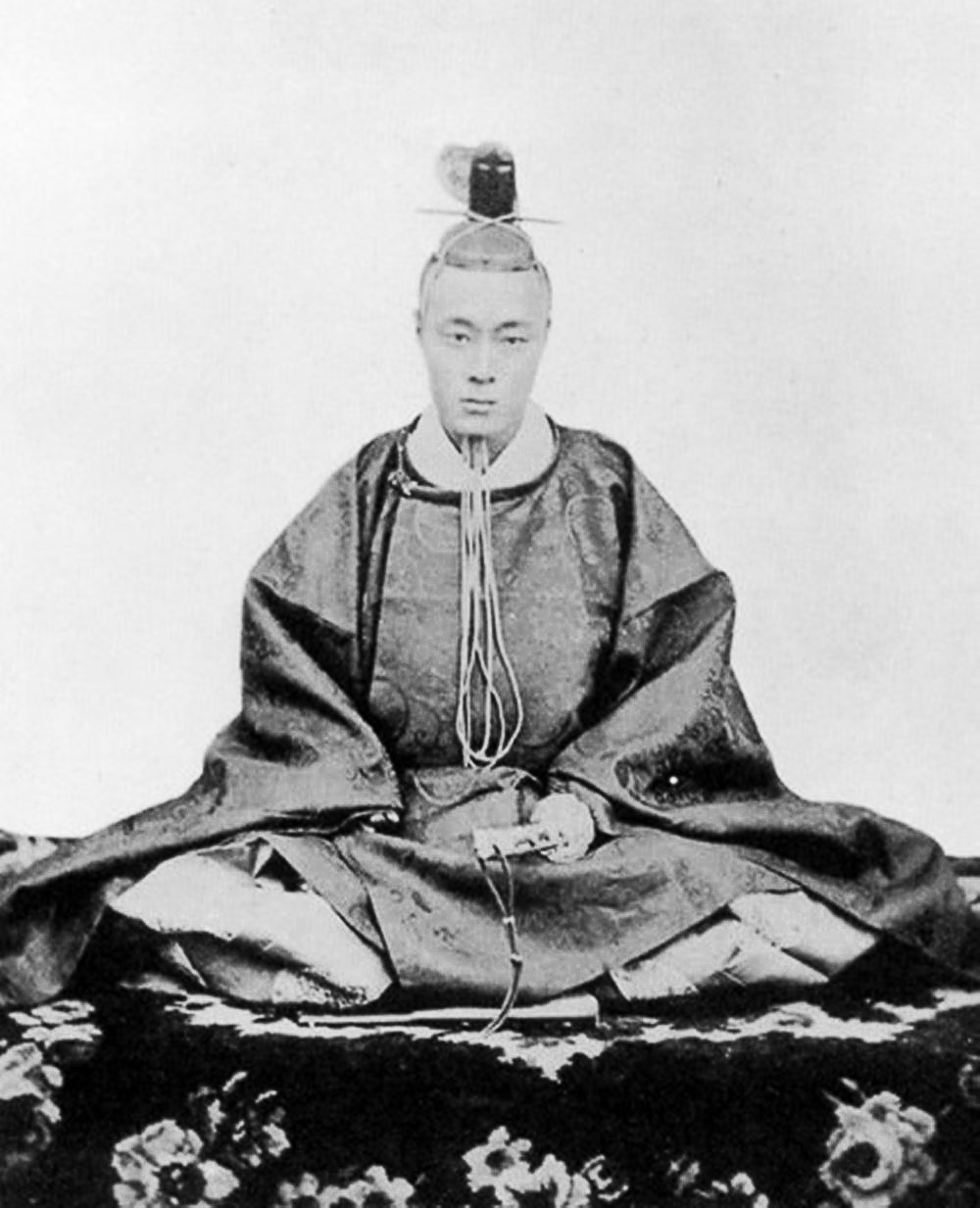
막부 쇼군 도쿠가와 요시노부
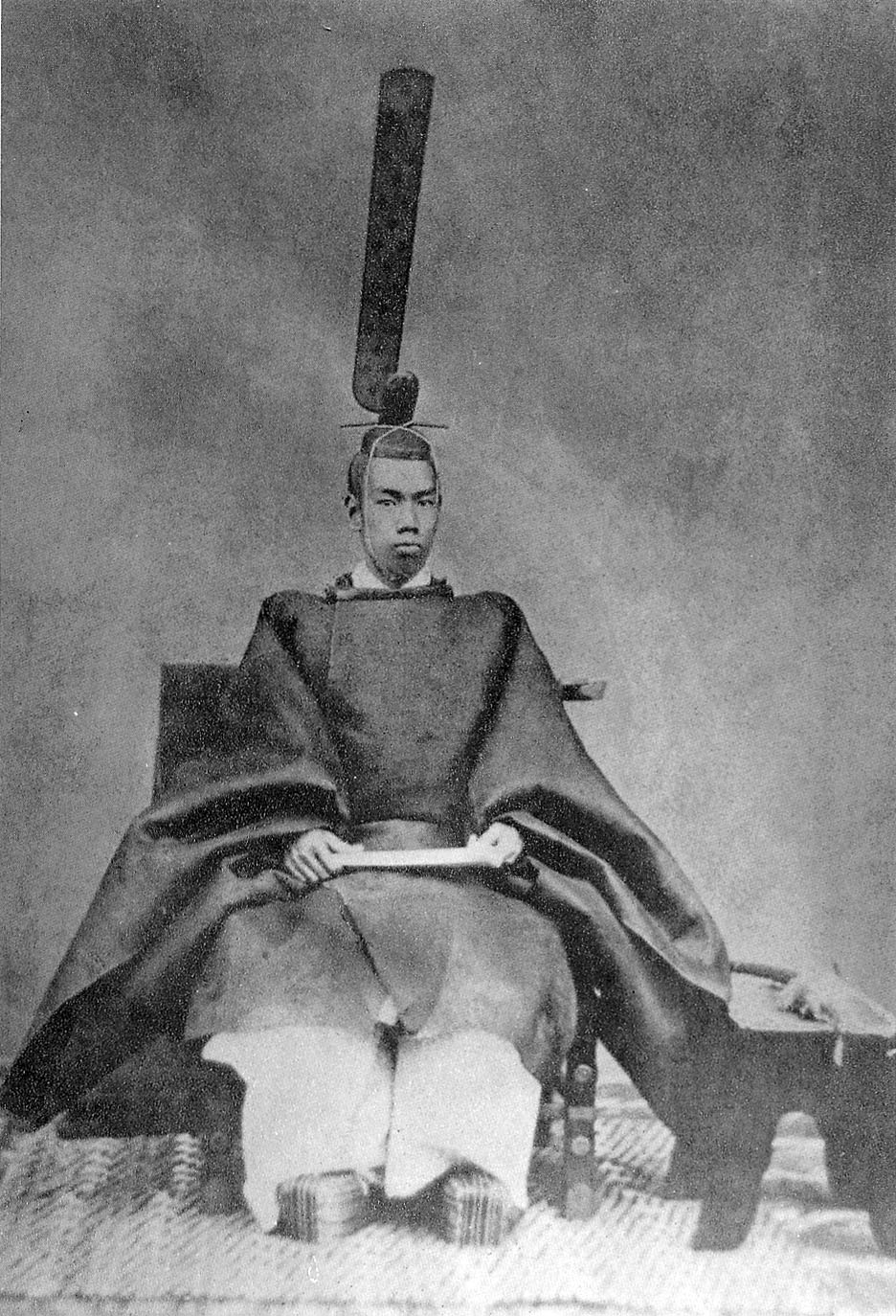
즉위 초기의 메이지 천황

## 같이 보기
- 아편 전쟁
- 태평천국(동시대 중국)